# Pacific Airlines
Pacific Airlines es una aerolínea de bajo costo con sede en Ciudad Ho Chi Minh (Vietnam) con su base operativa principal en el Aeropuerto Internacional de Tan Son Nhat. De 2008 a 2020, fue conocida como Jetstar Pacific Airlines (como subsidiaria de Jetstar Airways).
La aerolínea inició operaciones en 1991, ofreciendo servicios chárter de carga. De 1996 a 2005, la aerolínea, junto con otras compañías locales, operó bajo el sello Vietnam Airlines, de propiedad gubernamental. Pacific Airlines, que ya operaba servicios de pasajeros, quedó bajo el control del propio gobierno. En 2007, el gobierno vietnamita vendió una participación del 30% a Qantas y, como tal, la aerolínea adoptó un modelo de operaciones de bajo costo y adoptó su nombre (Jetstar Pacific) el 23 de mayo de 2008, pasando a formar parte de la red Jetstar.
En febrero de 2012, Vietnam Airlines compró una participación del 70% en la empresa. Como parte de su plan de expansión, se pretendía que Jetstar Pacific tuviera hasta 15 aviones Airbus A320 para finales de 2015 y hasta 30 aviones para 2020. A finales de 2020, Qantas vendió su participación en Jetstar Pacific a Vietnam Airlines y la aerolínea volvió a su antigua marca, Pacific Airlines.

## Destinos
Esta es una lista de destinos a los que vuelan vuelos de pasajeros de Pacific Airlines. No incluye códigos compartidos (15 de diciembre de 2023).
| Países    | Destinos              | Aeropuertos                                   |
| --------- | --------------------- | --------------------------------------------- |
| China     | Cantón                | Aeropuerto Internacional de Cantón-Baiyun     |
| China     | Changsha (estacional) | Aeropuerto Internacional de Changsha-Huanghua |
| China     | Wuhan (estacional)    | Aeropuerto Internacional de Wuhan-Tianhe      |
| Singapur  | Singapur              | Aeropuerto Internacional de Singapur          |
| Tailandia | Bangkok               | Aeropuerto Internacional Suvarnabhumi         |
| Vietnam   | Buôn Ma Thuột         | Aeropuerto de Buôn Ma Thuột                   |
| Vietnam   | Ciudad Ho Chi Minh    | Aeropuerto Internacional de Tan Son Nhat      |
| Vietnam   | Đà Lạt                | Aeropuerto Lien Khuong                        |
| Vietnam   | Đà Nẵng               | Aeropuerto Internacional de Đà Nẵng           |
| Vietnam   | Đồng Hới              | Aeropuerto de Đồng Hới                        |
| Vietnam   | Hải Phòng             | Aeropuerto de Cát Bi                          |
| Vietnam   | Hanói                 | Aeropuerto Internacional de Nội Bài           |
| Vietnam   | Nha Trang             | Aeropuerto de Cam Ranh                        |
| Vietnam   | Phú Quốc              | Aeropuerto Internacional de Phú Quốc          |
| Vietnam   | Pleiku                | Aeropuerto de Pleiku                          |
| Vietnam   | Quy Nhơn              | Aeropuerto de Phu Cat                         |
| Vietnam   | Thanh Hóa             | Aeropuerto de Sao Vàng                        |
| Vietnam   | Tuy Hòa               | Aeropuerto de Tuy Hòa                         |
| Vietnam   | Vinh                  | Aeropuerto de Vinh                            |

## Flota
La flota de la aerolínea está compuesta por las siguientes aeronaves:
| Aeronaves       | En servicio | Pedidos | Pasajeros (clase única)                              | Matrículas                                           | Antigüedad                                           |
| --------------- | ----------- | ------- | ---------------------------------------------------- | ---------------------------------------------------- | ---------------------------------------------------- |
| Airbus A320-200 | 10          | —       | 186                                                  | VN-A564                                              | 7,5 años                                             |
| Airbus A320-200 | 10          | —       | 186                                                  | VN-A565                                              | 7,4 años                                             |
| Airbus A320-200 | 10          | —       | 186                                                  | VN-A566                                              | 7,2 años                                             |
| Airbus A320-200 | 10          | —       | 186                                                  | VN-A568                                              | 6,5 años                                             |
| Airbus A320-200 | 10          | —       | 186                                                  | VN-A569                                              | 6,5 años                                             |
| Airbus A320-200 | 10          | —       | 186                                                  | VN-A570                                              | 6,4 años                                             |
| Airbus A320-200 | 10          | —       | 186                                                  | VN-A571                                              | 6,4 años                                             |
| Airbus A320-200 | 10          | —       | 186                                                  | VN-A572                                              | 6,4 años                                             |
| Airbus A320-200 | 10          | —       | 186                                                  | VN-A573                                              | 6,3 años                                             |
| Airbus A320-200 | 10          | —       | 186                                                  | VN-A577                                              | 6 años                                               |
| Total           | 10          | —       | Edad media de la flota (diciembre de 2023): 6,7 años | Edad media de la flota (diciembre de 2023): 6,7 años | Edad media de la flota (diciembre de 2023): 6,7 años |

### Flota histórica
| Aeronaves               | Total | Introducido | Retirado | Matrículas                                                   |
| ----------------------- | ----- | ----------- | -------- | ------------------------------------------------------------ |
| Airbus A300             | 1     | 2000        | 2001     | S7-RGO                                                       |
| Airbus A310-300         | 3     | 2000        | 2003     | S7-RGR, S7-RGN y S7-RGP                                      |
| Airbus A321-100         | 2     | 2001        | 2005     | S7-RGJ, S7-RGK,                                              |
| Airbus A321-200         | 6     | 2015        | 2020     | YL-LCQ, VN-A345, VN-A347, VN-A352, VN-A353 y VN-A354         |
| Boeing 707              | 1     | 1991        | 1999     | EL-JNS                                                       |
| Boeing 727-200          | 1     | 1994        | 1995     | OK-JGY                                                       |
| Boeing 737-200          | 2     | 1992        | 1997     | 5B-DBF y F-GGTP                                              |
| Boeing 737-300          | 2     | 1996        | 1997     | HB-IIB y HB-IID                                              |
| Boeing 737-400          | 7     | 2005        | 2013     | PK-LIG, PK-LIH, VN-A194, VN-A192, VN-A191, VN-A190 y VN-A189 |
| McDonnell Douglas MD-82 | 2     | 1997        | 2002     | B-88889 y S7-ASK                                             |
| McDonnell Douglas MD-90 | 1     | 2000        | 2004     | B-17917                                                      |